# Stare Kusy
Stare Kusy (deutsch Alt Kußfeld) ist ein Ort in der polnischen Woiwodschaft Ermland-Masuren. Er gehört zur Gmina Pasłęk (Stadt-und-Land-Gemeinde Preußisch Holland) im Powiat Elbląski (Kreis Elbing).

## Geographische Lage
Stare Kusy liegt im nördlichen Westen der Woiwodschaft Ermland-Masuren, vier Kilometer südwestlich der früheren Kreisstadt Preußisch Holland (heute polnisch Pasłęk) bzw. 17 Kilometer südöstlich der heutigen Kreismetropole Elbląg (deutsch Elbing).

## Geschichte
Gegründet wurde das seinerzeitige Kußfeld vor 1266, erhielt erst nach 1785 die Zusatzbezeichnung „Alt~“ und bestand aus mehreren kleinen Höfen. Am 14. Februar 1266 bestätigte der Ordens-Hochmeister Anno von Sangerhausen in Thorn (polnisch Toruń) dem Hospital in Elbing den Besitz von Hufen auf dem Felde Cosvelt. Im Jahre 1820 wurde Alt Kußfeld als adliges Bauerndorf mit zwölf Feuerstellen genannt.
Im Jahre 1874 kam Alt Kußfeld zum neu errichteten Amtsbezirk Neu Kußfeld (polnisch Nowe Kusy) im ostpreußischen Kreis Preußisch Holland, Regierungsbezirk Königsberg. Zugehörig war das Vorwerk Sangershausen (polnisch Sokółka).
Am 13. November 1907 wurde die Landgemeinde Alt Kußfeld aus dem Amtsbezirk Neu Kußfeld in den benachbarten Amtsbezirk Hirschfeld (polnisch Jelonki) umgegliedert. Die Zahl der Einwohner Alt Kußfelds belief sich im Jahre 1910 auf 53, im Jahre 1933 auf 54 und im Jahre 1939 auf 45.
Im Jahre 1945 erhielt Alt Kußfeld die polnische Namensform „Stare Kusy“, als nämlich das gesamte südliche Ostpreußen in Kriegsfolge an Polen abgetreten wurde. Heute ist das Dorf einer Ortschaft innerhalb der Stadt-und-Land-Gemeinde Pasłęk (Preußisch Holland) im Powiat Elbląski (Kreis Elbing), von 1975 bis 1998 der Woiwodschaft Elbląg, seither der Woiwodschaft Ermland-Masuren zugehörig. Im Jahre 2021 zählte Stare Kusy 284 Einwohner.

## Religion
Alt Kußfeld war bis 1945 in die evangelische Kirche in Hirschfeld (polnisch Jelonki) in der Kirchenprovinz Ostpreußen der Kirche der Altpreußischen Union eingepfarrt. Jetzt gehört Stare Kusy zur St.-Georgs-Kirche Pasłęk (Preußisch Holland) in der Diözese Masuren der Evangelisch-Augsburgischen Kirche in Polen.
Seitens der römisch-katholischen Kirche war Alt Kußfeld in die Pfarrei St. Josef in Preußisch Holland eingegliedert, während Stare Kusy heute zur Pfarrei in Jelonki (Hirschfeld) im Dekanat Pasłęk II im Bistum Elbląg gehört.

## Verkehr
Stary Kusy ist von Nowe Kusy aus auf einer Nebenstraße erreichbar, die als Landweg weiter bis nach Sokółka (Sangershausen) führt. Eine Bahnanbindung besteht nicht.